# Гатилова, Евгения Ильинична
Евгения Ильинична Гатилова (19 сентября 1921, Кшень, Тимский уезд, Курская губерния, РСФСР — 12 января 2021) — советский скульптор, входит в число крупных мастеров советской фарфоровой пластики, народный художник Российской Федерации (2006).

## Биография
Родилась 19 сентября 1921 года в селе Кшень Тимского уезда Курской губернии (ныне Советский район Курской области) в семье Ильи Степановича Гатилова (1887—1958) и Марии Дмитриевны Алексапольской (1885—1972). В 1947 году с отличием окончила факультет скульптуры Московский институт прикладного и декоративного искусства (МИПИДИ). Её учителями были скульптор-монументалист Сергей Алёшин, скульпторы и художники Екатерина Белашова, Вера Мухина, Владимир Фаворский, Александр Дейнека.
Более 35 лет проработала скульптором на Дулёвском фарфоровом заводе. Главная тема творчества художницы — образы обычных людей, запечатлённые в сериях «Сельские мотивы», «Женщины революции», «Психологический портрет», «Спорт», «Балет», «Человек и природа».
Известны её произведения на тему юности, физкультуры и спорта — «Девочка, входящая в воду», «Письмо на целину», «Лучница», «На этюдах», «Юная птичница», а также работы на литературную, театральную и цирковую темы — «Испанский танец», «Кукольный театр», «Балерина». Гатиловой созданы психологические портреты Александра Блока, Василия Шукшина, Александра Вертинского. Скульптура последнего под названием «Пьеро» пострадала в 1993 году, когда московская квартира Евгении Гатиловой попала под обстрел во время октябрьского путча, и позже была восстановлена скульптором.
Произведения художницы представлены в собраниях ГМК «Кусково», ГМЗ «Царицыно», музея Дулевского фарфорового завода, ВМДПНИ, Государственного Дарвиновского музея, Сергиево-Посадского ГМЗ, ООМИИ им. М. А. Врубеля, Астраханской картинной галереи им. П. М. Догадина, Вороновской картинной галереи, частных собраний. Её работы экспонируются на российских и международных художественных выставках.
12 января 2021 года была обнаружена умершей в своей квартире в Большом Девятинском переулке в Москве. По предварительной версии умерла от острой сердечной недостаточности.